# Miševi (porodica)
Muridae je porodica miševa i štakora. Najbrojnija je porodica sisavaca. Uključuje oko 140 rodova s preko 650 vrsta prirodno rasprostranjenih u Starom svijetu i Australiji, dok su neke vrste unesene u Sjevernu i Južnu Ameriku.
Pripadnici ove porodice obično su dugački oko 10 cm ne računajući rep. Njihova duljina može iznositi od 4,5 do 8 cm poput vrste Mus minutoides te sve do 48 cm koju ima Phloeomys cumingi, vrsta štakora s Filipina. Pripadnici ovog roda obično imaju vitka tijela s malim repovima i šiljate njuške s istaknutim brkovima, ali s velikim varijacijama ovih općih trendova. Mnoge vrste imaju izdužene noge i stopala, što im omogućuje kretanje skakanjem, dok drugi imaju široka stopala i repove koji im olakšavaju penjanje, a postoje i one koje ne posjeduju niti jednu od ovih prilagodbi. Obično su smeđe boje, iako su mnogi crne, sive ili bijele boje.
Općenito imaju visoko razvijena osjetila sluha i njuha. Žive u širokom rasponu staništa od šuma do pašnjaka i planinskih lanaca. Brojne vrste prilagodile su se pustinjskim uvjetima te mogu dugo preživjeti uz minimalne količine vode. Oni su ili biljojedi ili svejedi, sa širokim rasponom namirnica. Imaju snažne mišiće čeljusti i zube sjekutiće, koji rastu tijekom života.
Često se pare, imaju mnogobrojno potomstvo nekoliko puta godišnje. Obično se kote 20 do 40 dana nakon parenja, iako se to značajno razlikuje među vrstama. Mladi su obično slijepi, bez dlake i bespomoćni, iako postoje iznimke.
Kao što je slučaj s mnogim drugim malim životinjama, evolucija ove porodice nije dovoljno poznata, jer je sačuvan mali broj fosila. Vjerojatno su se razvile od životinja sličnih hrčcima u tropskoj Aziji tijekom ranog miocena, a potom su nastale vrste koje su mogle preživjeti u hladnijoj klimi. Posebno su postali zastupljeni tijekom holocena, zahvaljujući migraciji ljudi.